# Три грации (Рафаэль)
«Три грации» (итал. Le Tre Grazie) — одно из ранних произведений выдающегося художника эпохи итальянского Возрождения Рафаэля Санти, написанное маслом на дереве (17х17 см) между 1503—1504 годами. Хранится в Музее Конде в Шантийи, Франция. Предположительно, согласно гипотезе Э. Панофского, «Три грации» и другая картина Рафаэля «Сон рыцаря» (Лондонская Национальная галерея), имеющая тот же размер и дату, составляли диптих либо были парными.

## История
История создания двух произведений в точности не известна. Предполагают, что они были первой работой Рафаэля, выполненной по частному заказу. Картина «Три грации», вероятно, была написана после прибытия Рафаэля в 1501 году для обучения в мастерскую Пьетро Перуджино в Перуджу (Умбрия).
Позднее она находилась вместе со «Сном рыцаря» в коллекции Боргезе в Риме, где она упоминается в 1650 году, а также в 1693 году в описи имущества кардинала Шипионе Боргезе. Французский историк искусства А. Шастель считал, что две картины могли быть своеобразным наставлением молодому отпрыску римского аристократического дома, возможно, Шипионе ди Томмазо Боргезе, родившемуся в 1493 году.
В 1800 году картина «Три грации» была приобретена Анри Ребулем, суперинтендантом Римской республики при Бонапарте, и в 1803 году привезена во Францию . Затем картина попала в Англию и, после того как была частью разных частных коллекций, в 1885 году была приобретена герцогом де Омалем (d’Aumale), который перевёз произведение Рафаэля обратно во Францию.

## Интерпретации
По общепринятой трактовке на картине изображены три Грации, или Хариты, — Невинность, Красота и Любовь, — каждая держит в руке золотой шар, символ совершенства. Иногда шары интерпретируются как золотые яблоки, которые, согласно древнегреческому мифу, Геракл в своем 11-м подвиге должен был выкрасть из сада Гесперид. В 1930 году Э. Панофский предположил, что картина была частью диптиха вместе со «Сном рыцаря» и что, основанная на теме «сна», картина изображает самих Гесперид, нимф ночи, с золотыми яблоками, которые у них выкрал Геракл. Однако немногие историки искусства согласны с выводом Панофского. Роджер Джонс и Николас Пенни в монографии «Рафаэль», вышедшей в 1987 году, полагают, что масштабные различия фигур на картинах делают маловероятным, что они были задуманы как диптих, хотя «одна могла образовывать крышку другой». Майкл Уэйн Коул полагает, что, хотя «не может быть никаких сомнений в том, что они образуют пару… их нельзя представлять как диптих, который исключается квадратным форматом, а также изменением масштаба фигур».
Считается также, что «Три грации» — первая картина Рафаэля, в которой он дерзнул изобразить обнажённые женские фигуры «сразу спереди и сзади». Предполагается также, что женские фигуры на картине могут представлять собой «стадии развития»: опоясанная фигура слева изображает девушку, а другие — женщину, достигшую зрелости. Были выдвинуты и иные интерпретации.

## Иконографические источники
Все исследователи отмечают, что произведение Рафаэля, безусловно, восходит к античности. Хорошо известна стенная роспись из Помпей (I в. до н. э.) и многие другие росписи и скульптуры на эту тему. Миниатюрная мраморная римская реплика IV в. н. э. несохранившейся древнегреческой скульптурной группы трёх Харит (возможно, воспроизводящей аналогичную композицию стенной росписи в Помпеях) была приобретена архиепископом Сиены кардиналом Франческо Нанни Тодескини-Пикколомини (впоследствии Папа Римский Пий III). В 1492 году архиепископ основал в соборе Сиены Библиотеку Пикколомини (Libreria Piccolomini) для хранения ценнейших фамильных книг и манускриптов с красочными миниатюрами из собрания своего дяди Энеа Сильвио Бартоломео Пикколомини (Папы Пия II). В 1502 году в помещение библиотеки перенесли из Палаццо Пикколомини в Риме миниатюрную группу «Три грации». Примерно в это же время в Сиене находился Рафаэль, помогая Пинтуриккьо с росписями библиотеки. Джорджо Вазари в своих «Жизнеописаниях…» упоминает, что Рафаэль выполнил некоторые рисунки для фресок Библиотеки Пикколомини.
В XIX в. по причине «непристойности нагих тел в храме» скульптуру перенесли в музей Собора, затем всё же вернули в библиотеку. Мраморное повторение скульптурной группы хранится в Ватикане. Кроме того известна гравюра Маркантонио Раймонди, помощника Рафаэля, воспроизводящая скульптуру из Сиены. Поэтому есть все основания полагать, что Рафаэль Санти при создании картины вдохновлялся этим произведением.
Группа фигур трёх Граций традиционна для эллинистического искусства. Существуют предположения, что в поздней античности тему «трёх Граций» использовали для вывесок публичных домов. В Берлинском музее хранится похожий рельеф с надписью: «Ad sorores III» (У трёх сестёр). Эта тема многократно повторялась и варьировалась художниками эпохи Возрождения и барокко, классицизма и неоклассицизма.
Екатерина Медичи, желая увековечить память мужа, короля Франции Генриха II, погибшего в 1559 году, заказала монумент скульптору Жермену Пилону, который использовал рисунок Франческо Приматиччо с античного оригинала. В настоящее время «Урна сердца Генриха II», поддерживаемая фигурами трёх Граций, хранится в парижском Лувре.
Помимо знаменитого произведения Антонио Кановы и скульптурной группы Павильона Трёх граций в Павловске Паоло Трискорни, также восходящих к античному оригиналу и картине Рафаэля, известна бронзовая реплика произведения Жермена Пилона, установленная в партере Китайского дворца в Ораниенбауме, пригороде Санкт-Петербурга.

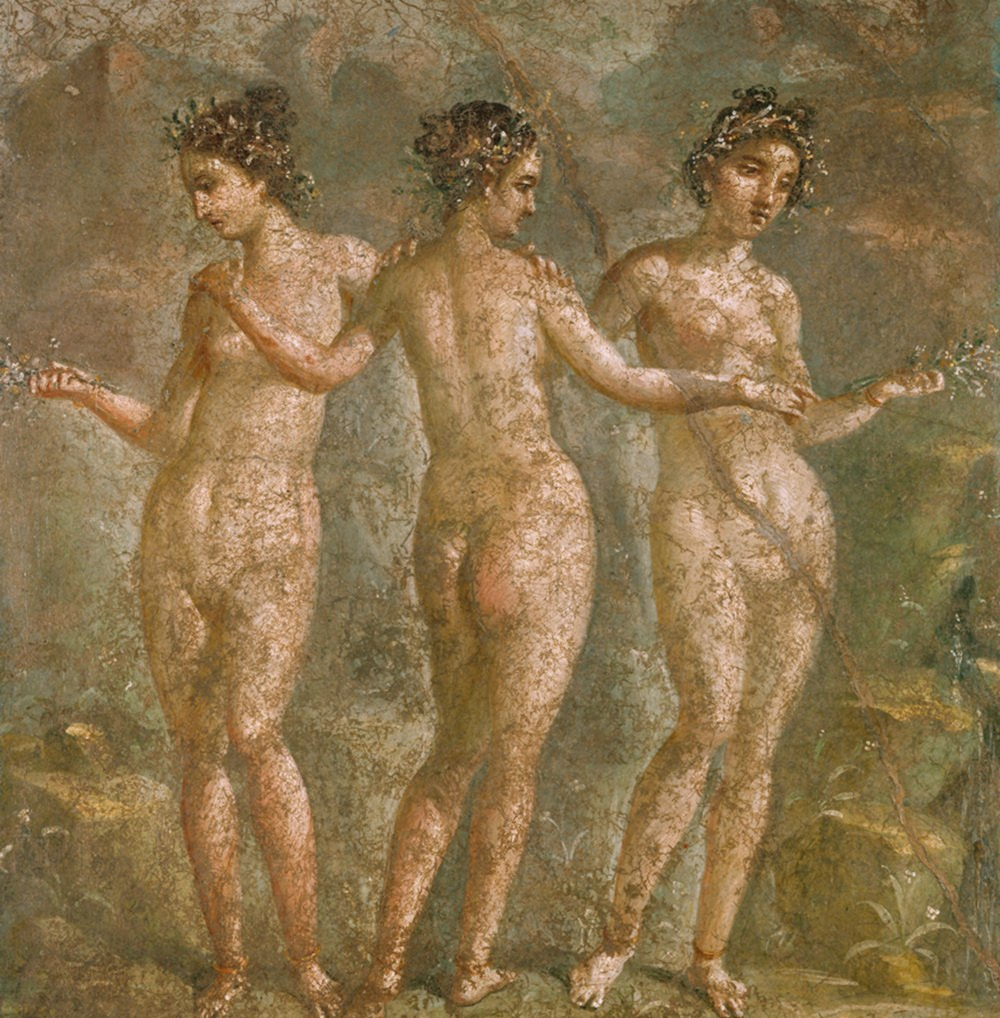
Три грации. Фреска из Помпей. I в. до н. э. Национальный археологический музей, Неаполь
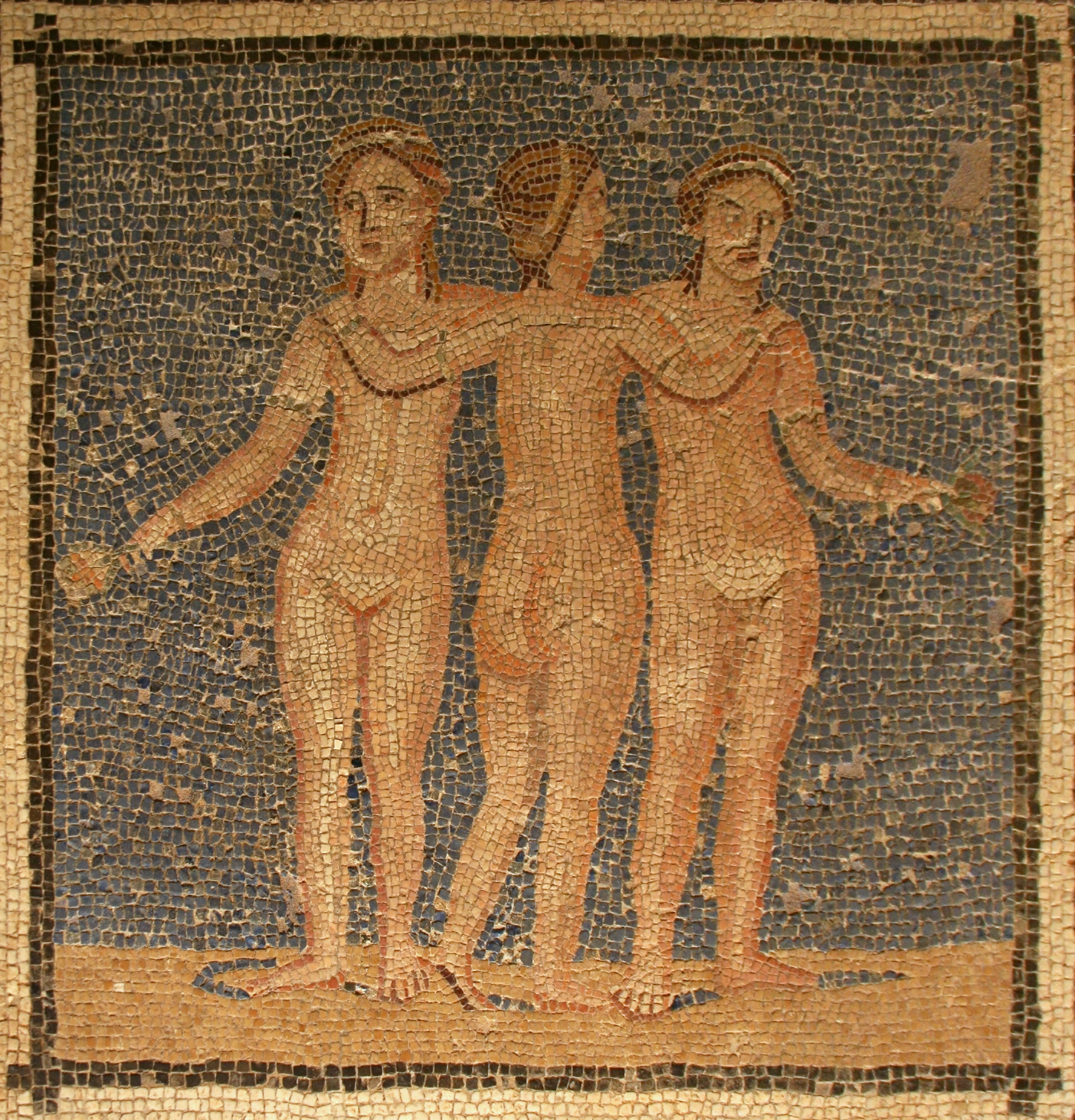
Три грации. Мозаика. Конец III в. — нач. IV век н. э. Археологический музей Каталонии, Барселона
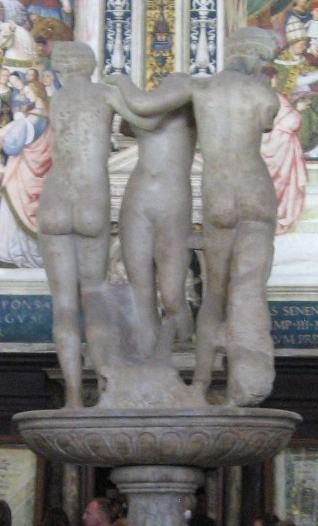
Три грации. IV в. н. э. Библиотека Пикколомини. Собор, Сиена
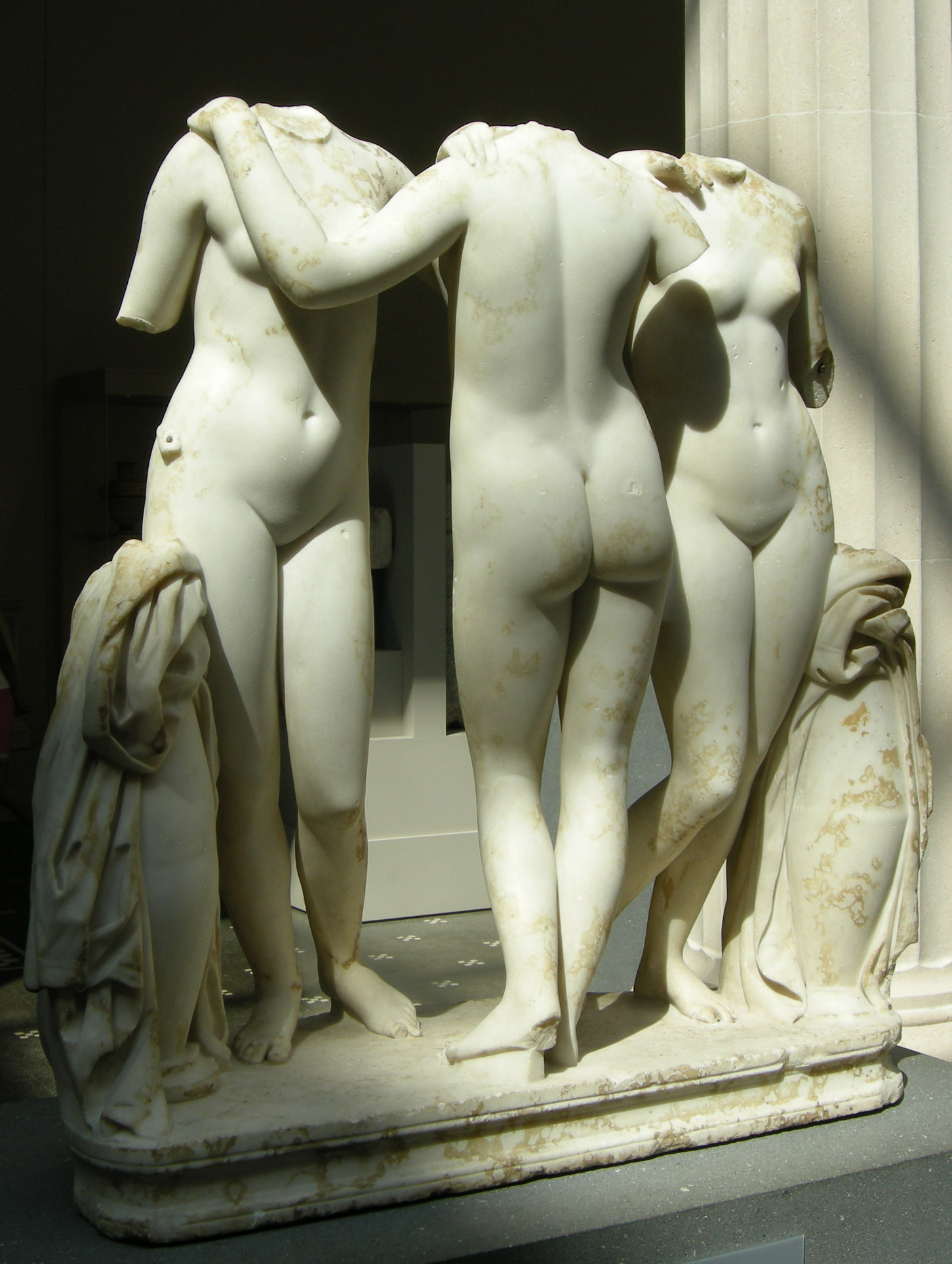
Три грации. II в. н. э. Мрамор. Метрополитен-музей, Нью-Йорк
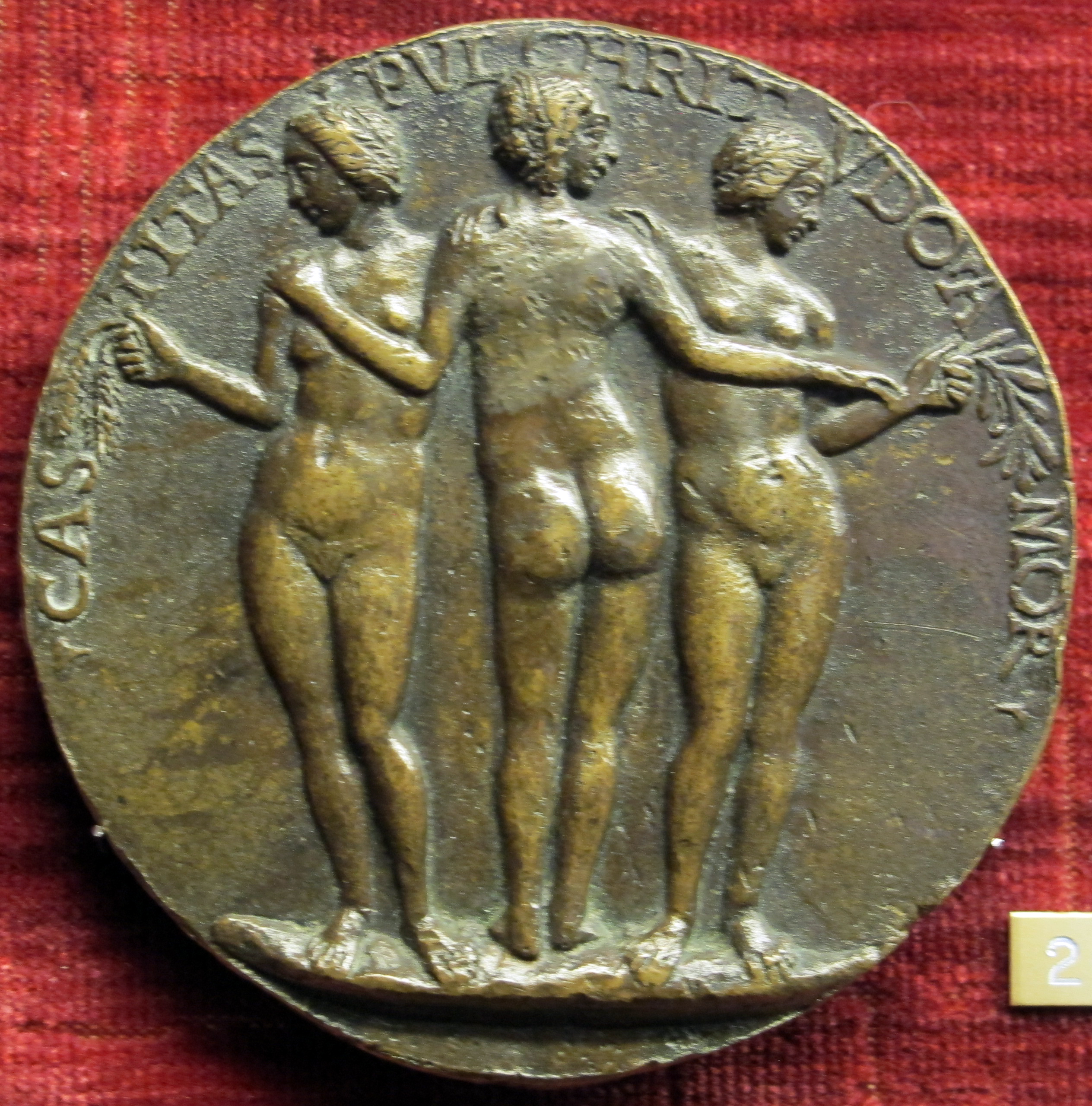
Н. ди Форцоре Спинелли. Медальон «Три грации».
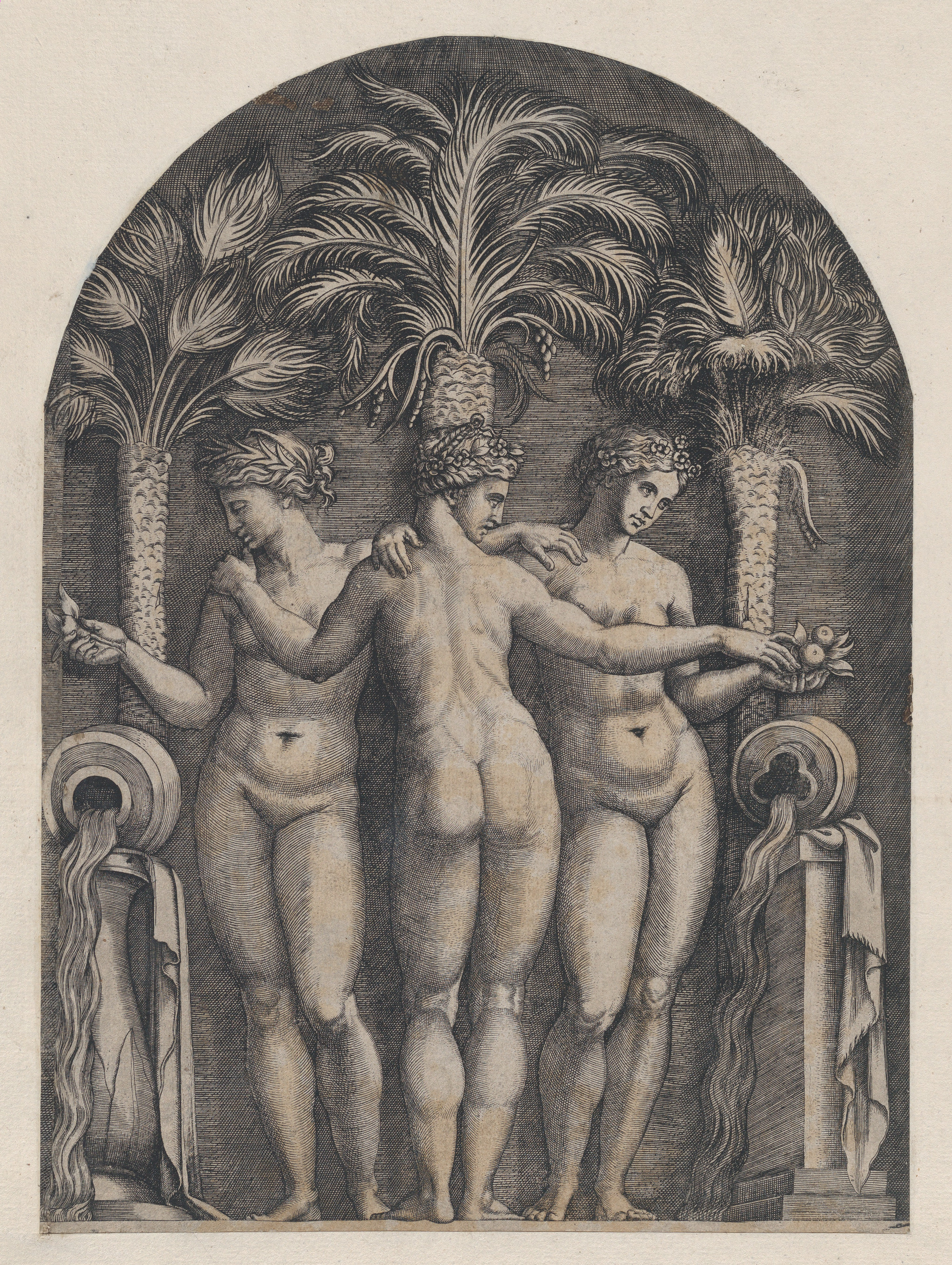
М. Раймонди по оригиналу Рафаэля. Три Грации. Ок. 1500–1534. Офорт издания «Speculum Romanae Magnificentiae»
Ж. Ф. Жанине. Три грации. 1786. Офорт, раскраска акварелью. Художественный музей Кливленда, Огайо, США
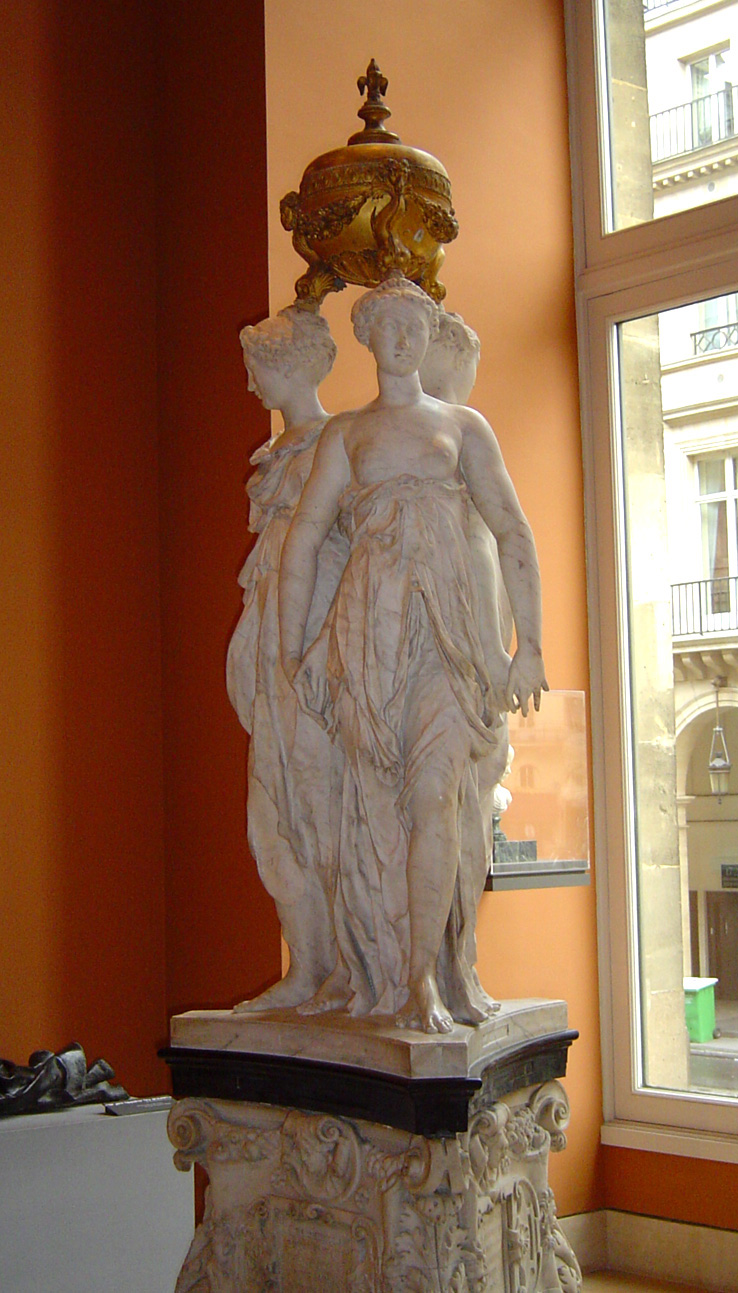
Урна сердца Генриха II. Ж. Пилон по рисунку Ф. Приматиччо
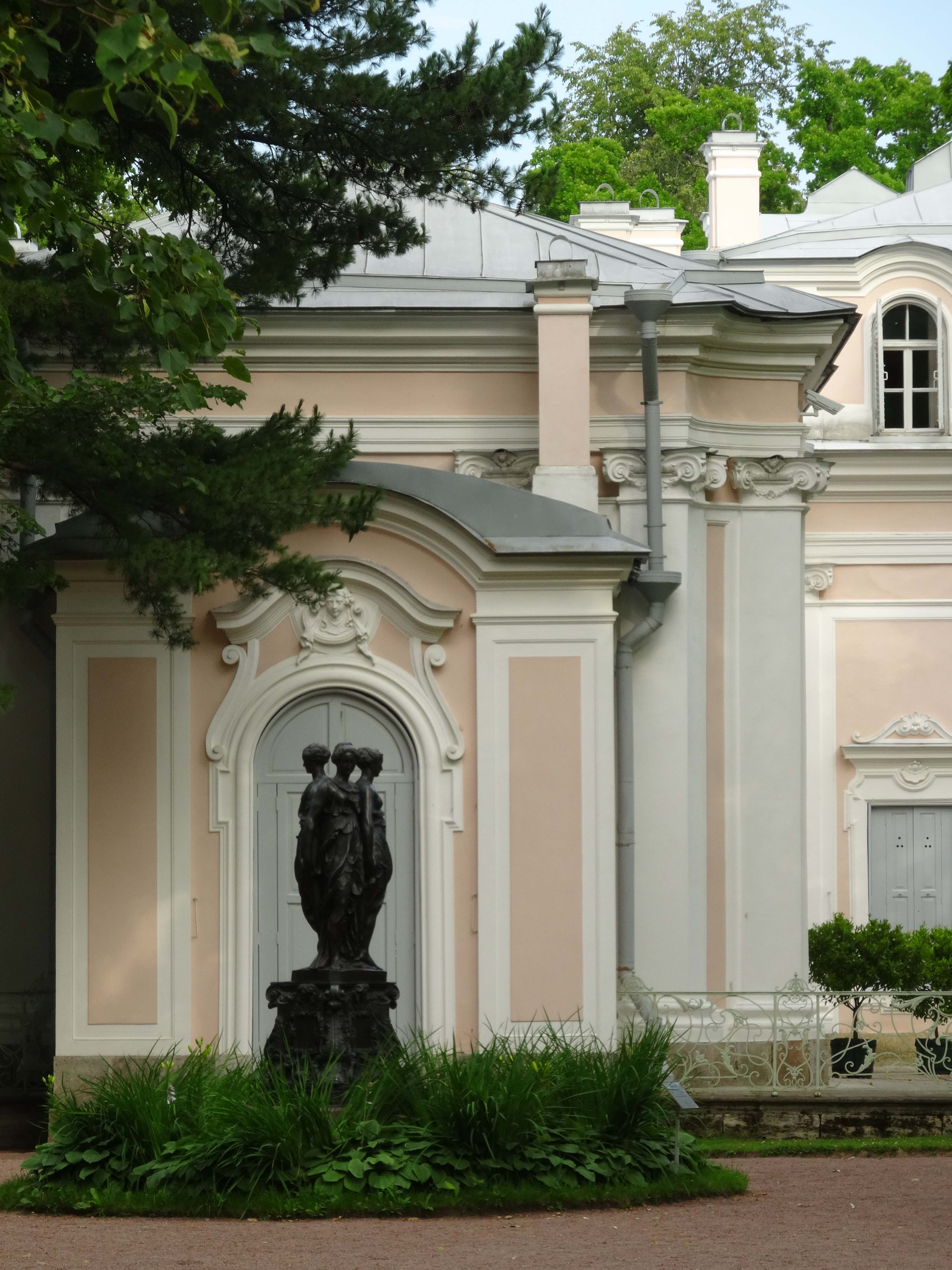
Три грации у Китайского дворца в Ораниенбауме. Нач. XIX в. Бронза